# Wilhelm Siering

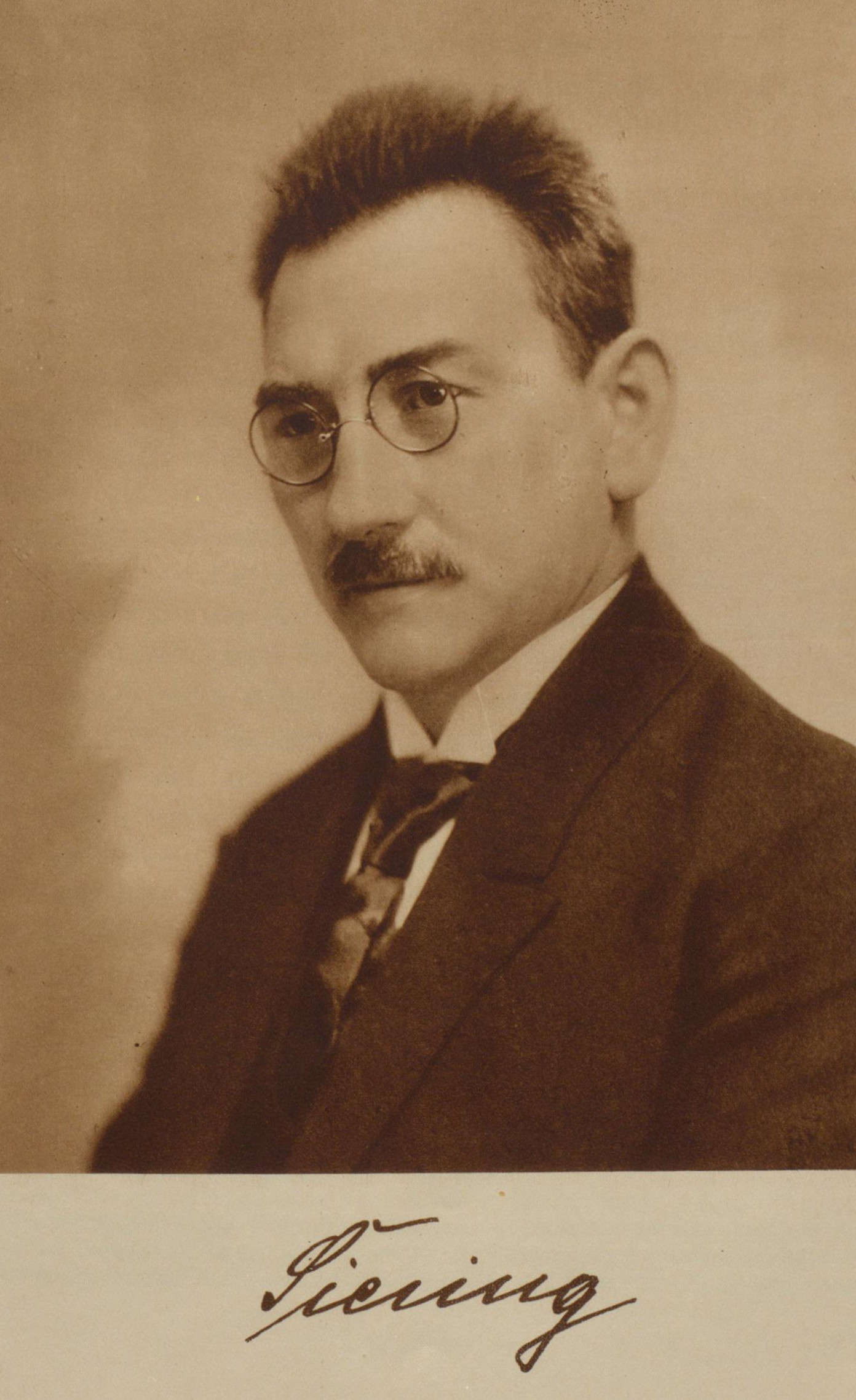
Wilhelm Siering

Wilhelm Siering (* 28. März 1875 in Berlin; † 1945) war ein deutscher Gewerkschafter und Politiker (SPD).

## Leben und Beruf
Siering wurde als Sohn eines Schmiedemeisters geboren. Nach dem Volksschulabschluss 1889 in Berlin absolvierte er eine Feilenhauerlehre, die er 1892 mit der Gehilfenprüfung abschloss. Anschließend arbeitete er bis 1904 als Schmiedegehilfe. Er engagierte sich gewerkschaftlich und war von 1904 bis 1919 Gewerkschaftsfunktionär im Verband der Schmiede bzw. im Deutschen Metallarbeiter-Verband (DMV). 1920/21 war er Beirat im preußischen Ministerium für Handel und Gewerbe.

## Abgeordneter
Siering war von 1919 bis 1921 Mitglied der Verfassunggebenden Preußischen Landesversammlung und gehörte anschließend bis 1932 dem Preußischen Landtag an.

## Öffentliche Ämter
Siering amtierte vom 7. November 1921 bis zum 18. Februar 1925 als preußischer Staatsminister für Handel und Gewerbe in der von Ministerpräsident Otto Braun geführten Landesregierung. Von 1926 bis 1932 war er Landrat des Kreises Osthavelland.